# René de Anjou
René de Anjou (Rei Rainièr în occitană), (n. 16 ianuarie 1409, Angers, Regatul Franței – d. 10 iulie 1480, Aix, Regatul Franței) de asemenea cunoscut sub numele de René I de Neapole și  Bunul rege René (franceză Le bon roi René), a fost Duce de Anjou, Conte de Provence (1434–1480), Conte de Piedmont, Duce de Bar (1430–1480), Duce de Lorena (1431–1453), rege al Neapolelui (1435–1442; titular 1442–1480), titular rege al Ierusalimului (1438–1480) și rege de Aragon (1466–1480) (inclusiv rege al Siciliei, Majorca și Corsica).

## Biografie

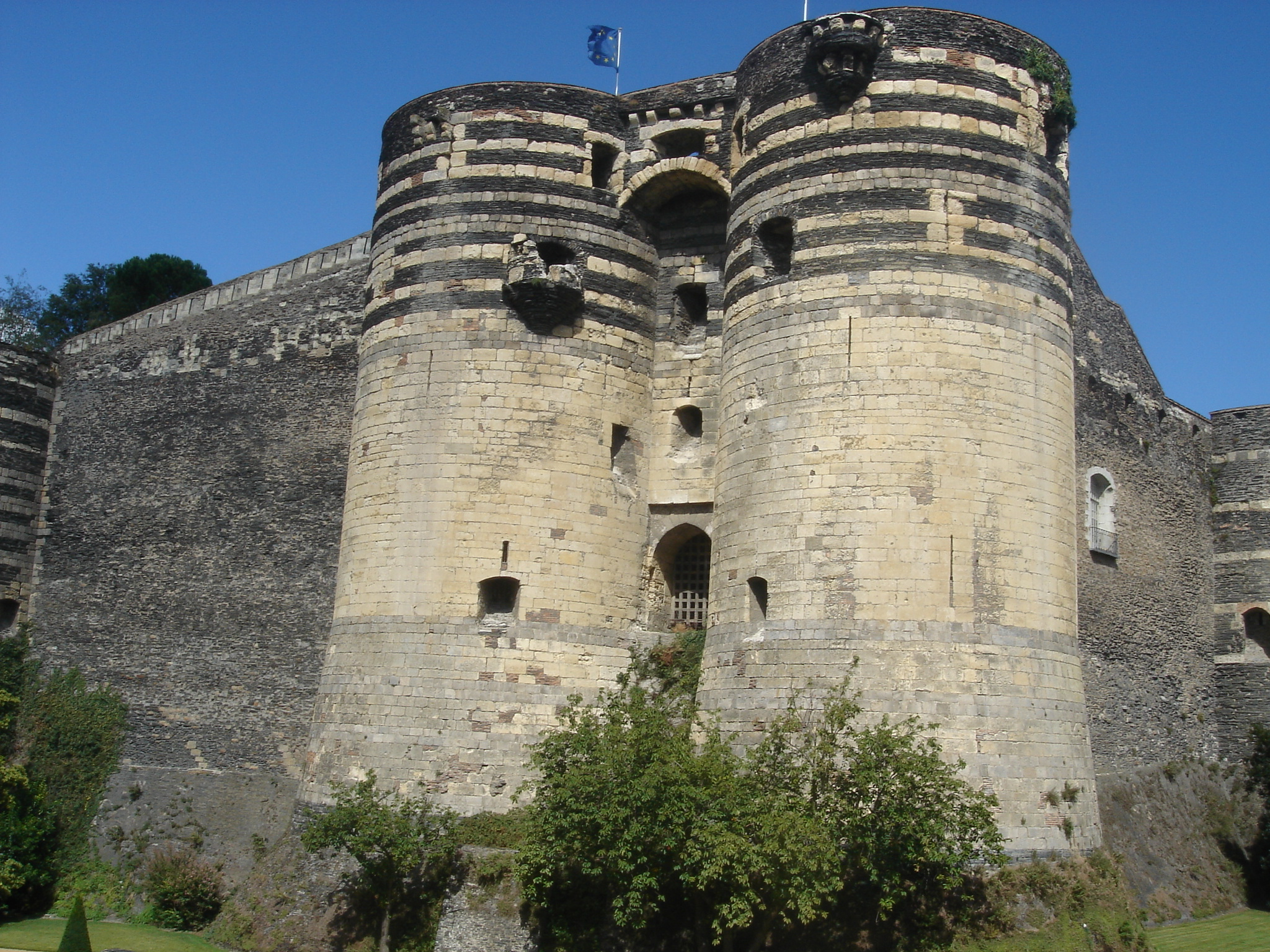
Castelul Angers, locul de naștere al lui René de Anjou.

René s-a născut la Castelul Angers, și a fost al doilea fiu al lui Louis al II-lea de Anjou, rege al Siciliei (i.e. rege al Neapole), și a soției acestuia, Iolanda de Aragon. A fost fratele Mariei de Anjou, care s-a căsătorit cu viitorul rege Carol al VII-lea al Franței și a devenit regină consort a Franței.
Louis al II-lea a murit în 1417, și fiii lui, împreună cu viitorul lor cumnat, au fost crescuți sub tutela mamei lor. Fiul cel mare, Louis al III-lea, a succedat la coroana Siciliei și la ducatul de Anjou, René fiind cunoscut drept conte de Guise. Prin tratatul său de căsătorie (1419) cu Isabella, fiica cea mare al lui Carol al II-lea, Duce de Lorena, el a devenit moștenitor al ducatului de Bar, pe care l-a pretins ca moștenire de la mama lui Iolanda, și, moștenitor al ducatului de Lorena după soția sa.
René, atunci în vârstă de numai zece ani, a fost adus în Lorena sub tutela lui Carol al II-lea.